# 普里尼亚诺奇伦托
普里尼亚诺奇伦托（義大利語：Prignano Cilento），是意大利萨莱诺省的一个市镇。总面积11平方公里，人口977人，人口密度88.8人/平方公里（2009年）。ISTAT代码为065103。